# 8 Pułk Artylerii Haubic
8 pułk artylerii haubic (8 pah) – oddział artylerii ludowego Wojska Polskiego.
Pułk został sformowany w rejonie Sum na podstawie rozkaz nr 1 dowódcy 1 Armii Polskiej w ZSRR z 1 kwietnia 1944. Przysięgę żołnierze pułku złożyli 11 i 12 listopada 1944 w Witolinie.

## Dowódca
- ppłk Piotr Parchamowski

## Skład etatowy
- dowództwo i sztab
- pluton topograficzny
- 1 dywizjon artylerii haubic
  - trzy baterie artylerii haubic
- 2 dywizjon artylerii haubic
  - dwie baterie artylerii haubic
- park artyleryjski

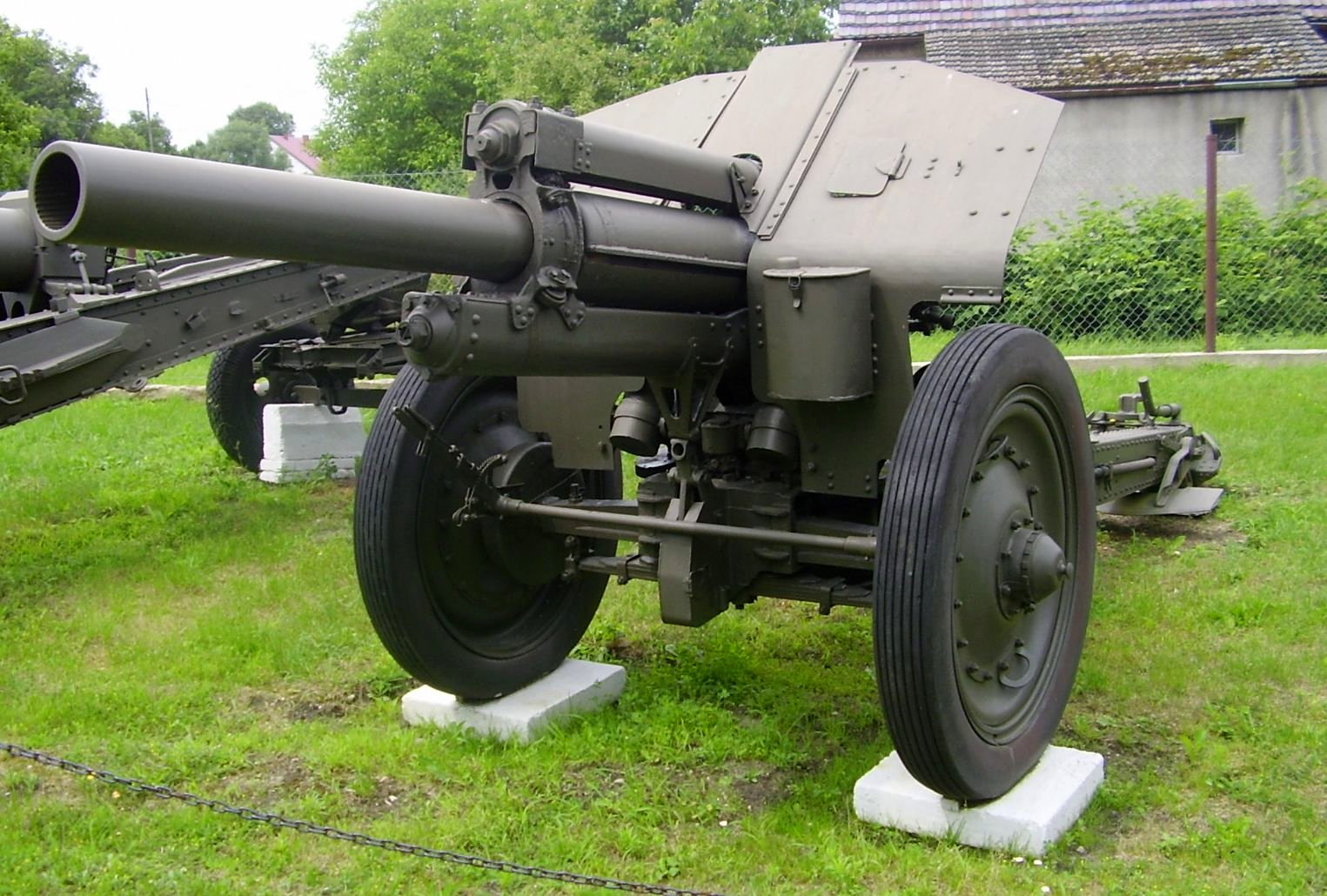
122 mm haubica wz. 1938 (M-30)

żołnierzy – 653 (oficerów – 70, podoficerów – 186, szeregowców – 397)
sprzęt:
- 122 mm haubice – 20
- rusznice przeciwpancerne – 20
- samochody – 53
- ciągniki – 25

## Działania bojowe
Pułk wchodził w skład 2 Brygady Artylerii Haubic. Poza brygadą działał jedynie w walkach nad rzeką Turią w 1944.
Na Wale Pomorskim walczył pod Wierzchowem, Żabinem i Żabinkiem. Uczestniczył w bitwie o Kołobrzeg. Wspierał piechotę szturmującą Altmädewitz. Uczestniczył także w walkach o Berlin wchodząc do walki 28 kwietnia. Po osiągnięciu rubieży Guerige Strasse wspierał ogniem 49 brygadę pancerną. Od 27 do 29 kwietnia pułk prowadził ogień na cele położone w centrum Berlina, w tym również na Reichstag. Walcząc z nieprzyjacielem 1 maja baterie pułku dotarły do dzielnicy Tiergarten, a następnie do gmachu politechniki.
Szlak bojowy zakończył 8 maja pod Klessen, 30 km od Łaby.
28 maja 1945 Rada Najwyższa ZSRR odznaczyła pułk Orderem Aleksandra Newskiego za „wzorowe wypełnianie zadań bojowych Naczelnego Dowództwa przy przerwaniu obrony Niemców i ofensywie na Berlin”. 14 czerwca 1945 dowódca 1 Armii WP, gen. broni Stanisław Popławski rozkazał „w przyszłości powyższe formacje i jednostki mianować: 8 Orderu Aleksandra Newskiego pułk haubic lekkich (...)".
|  |  |  |  |  |

|  |  |  |